# Карбид тантала-гафния
Карбид тантала-гафния (TaxHfy-xCy) — тугоплавкое химическое соединение, представляющее собой твердый раствор на основе карбидов тантала и гафния, имеющих наибольшие температуры плавления среди бинарных соединений (3768 ± 77 и 3959 ±84 градусов Цельсия  соответственно). Наивысшую температуру плавления имеет композиция, отвечающая стехиометрии Ta4HfC5, — 3905 ± 82 °С. Для сравнения, температура плавления вольфрама, известного своей тугоплавкостью, — 3387-3422 °С.
Измерение температуры плавления карбида тантала-гафния сопряжено с большими экспериментальными трудностями, и работ, посвященных экспериментальным исследованиям этого соединения, немного. В одной из таких работ проводилось исследование твердых растворов TaC—HfC в температурном интервале 2225—2275 °С и было показано, что стехиометрия Ta4HfC5 отвечает минимуму скорости испарения и, таким образом, максимуму термической стабильности. Скорость испарения оказалась сопоставимой с таковой у вольфрама и слабо зависела от начальной плотности образцов, полученных спеканием порошковых смесей индивидуальных карбидов. Также было установлено, что эта стехиометрия имеет минимальную скорость окисления в ряду твердых растворов TaC-HfC.
Кристаллическая структура карбидов тантала и гафния кубическая типа NaCl. Обычно они имеют вакансии в углеродной подрешетке и имеют номинальные формулы TaCx и HfCx, где x варьируется в пределах 0,7-1,0 для Ta и 0,56-1,0 для Hf. Подобная структура наблюдается также для некоторых из твердых растворов на основе этих карбидов. Значение плотности, полученное по данным рентгеновской дифрактометрии составило 13,6 г/см³ для Ta0,5Hf0,5C. У Ta0,9Hf0,1C0,5 обнаружена гексагональная структура типа-NiAs (пр. гр. P 63/mmc, N.194, символ Пирсона hP4) с плотностью 14,76 г/см³.
В 2015 году методом атомистического моделирования предсказано, что материал системы Hf-C-N может иметь температуру плавления, превышающую Ta4HfC5 примерно на 200 градусов, достигнув предела порядка 4161 °C (4435 K). В мае 2020 года исследователями Научно-исследовательского технологического университета (НИТУ) "МИСиС" создали ещё более тугоплавкое вещество - карбонитрид гафния ( {\displaystyle HfC_{0,5}N_{0,35}}).

## Получение
- Высокотемпературное спекание порошков карбидов[4].
- Гибридная технология: золь-гель синтез оксикарбидов с последующим карботермическим восстановлением полученного геля[12].

## Применение
Ракетно-космическая промышленность («материалы прямого нагрева», теплозащитные и теплоотводящие поверхности). Лабораторные эксперименты.